# One Step Beyond (nummer)
One Step Beyond is een nummer van de Jamaicaanse skazanger Prince Buster, uitgebracht als B-kant van zijn single "Al Capone" uit 1964. In 1979 nam de Britse band Madness het nummer op als openingsnummer van hun debuutalbum One Step Beyond..., ook vernoemd naar het nummer. Op 26 oktober van dat jaar brachten zij het uit als de tweede single van het album.

## Achtergrond
De originele versie van Prince Buster was, met uitzondering van enkele uitroepen van de titel, compleet instrumentaal. Madness voegde hier een gesproken introductie door Chas Smash aan toe, samen met een nauwelijks hoorbare, herhaaldelijke uitroep van "here we go!". De bekende zin uit de opening, "Don't watch that, watch this", is afkomstig van een ander nummer van Prince Buster, genaamd "The Scorcher". Oorspronkelijk was het nummer slechts één minuut en tien seconden lang. Als oplossing werd deze saxofoonsolo twee keer afgespeeld, waarbij er in de tweede helft harmonieën werden gebruikt om het anders te laten klinken.
De videoclip van het nummer was de eerste van de band. In de video is een optreden van de band in de pub Hope and Anchor in Londen te zien en werd gefilmd op 7 oktober 1979. Alhoewel Chas Smash nog geen officieel lid was van de band, was hij wel te zien in de video, waarbij hij de vocalen verzorgt. Zanger Suggs is ook te zien, maar staat alleen met een microfoon te dansen en zingt geen tekst.
"One Step Beyond" groeide uit tot het bekendste Madness-nummer en is vaak het openingsnummer tijdens concerten van de band. Het behaalde de eerste positie in de Franse hitlijsten, alsmede een zevende plaats in het Verenigd Koninkrijk. In Nederland behaalde het slechts een 29e plaats in de Nationale Hitparade en een 34e positie in de Top 40, maar na verloop van tijd werd het ook een van hun meest succesvolle nummers.

## In populaire cultuur
- Het intro werd in 1982 gesampled door Brooklyn Express voor hun instrumentale nummer Sixty-Nine (gebaseerd op Jimmy Bo Hornes Spank).
- Bij voetbalwedstrijden van Ajax was het nummer te horen wanneer er een doelpunt werd gemaakt.
- Bij de comeback van Madness in 1992 kwam Prince Buster meezingen op het Madstockfestival tijdens de herhalingen van One Step Beyond en Madness. Vanwege rechtenkwesties ontbreken deze uitvoeringen op de live-registraties.
- In het voorjaar van 1993 werd de tribute-band One Step Behind opgericht. De erkenning van de Madness-leden was dusdanig dat saxofonist Lee Thompson en drummer Daniel Woodgate afzonderlijke gastoptredens verzorgden bij concerten. In 2006 stond de zesmansformatie in de Rotterdamse Ahoy tijdens de voor tv gefilmde Tribute Band Night.
- In 1993 verscheen de verzamel-cd One Original Step Beyond met nummers van de ska-/rocksteadypioniers.

## Hitnoteringen

### Nederlandse Top 40
| Hitnotering: 08-12-1979 t/m 05-01-1980 | Hitnotering: 08-12-1979 t/m 05-01-1980 | Hitnotering: 08-12-1979 t/m 05-01-1980 | Hitnotering: 08-12-1979 t/m 05-01-1980 | Hitnotering: 08-12-1979 t/m 05-01-1980 | Hitnotering: 08-12-1979 t/m 05-01-1980 |
| Week                                   | 1                                      | 2                                      | 3                                      | 4                                      |                                        |
| -------------------------------------- | -------------------------------------- | -------------------------------------- | -------------------------------------- | -------------------------------------- | -------------------------------------- |
| Nummer                                 | 37                                     | 35                                     | 34                                     | 38                                     | uit                                    |

### Nationale Hitparade
| Hitnotering: 15-12-1979 t/m 19-01-1980 | Hitnotering: 15-12-1979 t/m 19-01-1980 | Hitnotering: 15-12-1979 t/m 19-01-1980 | Hitnotering: 15-12-1979 t/m 19-01-1980 | Hitnotering: 15-12-1979 t/m 19-01-1980 | Hitnotering: 15-12-1979 t/m 19-01-1980 | Hitnotering: 15-12-1979 t/m 19-01-1980 | Hitnotering: 15-12-1979 t/m 19-01-1980 |
| Week                                   | 1                                      | 2                                      | 3                                      | 4                                      | 5                                      | 6                                      |                                        |
| -------------------------------------- | -------------------------------------- | -------------------------------------- | -------------------------------------- | -------------------------------------- | -------------------------------------- | -------------------------------------- | -------------------------------------- |
| Positie                                | 31                                     | 29                                     | 30                                     | 32                                     | 30                                     | 39                                     | uit                                    |

### NPO Radio 2 Top 2000
| Nummer met noteringen in de NPO Radio 2 Top 2000 | '99 | '00 | '01 | '02 | '03 | '04 | '05 | '06 | '07  | '08 | '09 | '10 | '11 | '12 | '13 | '14 | '15 | '16 | '17 | '18 | '19 | '20 | '21 | '22 | '23 | '24 |
| ------------------------------------------------ | --- | --- | --- | --- | --- | --- | --- | --- | ---- | --- | --- | --- | --- | --- | --- | --- | --- | --- | --- | --- | --- | --- | --- | --- | --- | --- |
| One Step Beyond                                  | 415 | 677 | 550 | 482 | 610 | 510 | 811 | 773 | 1116 | 729 | 421 | 463 | 508 | 384 | 373 | 295 | 367 | 344 | 304 | 541 | 544 | 511 | 591 | 694 | 739 | 840 |

1. ↑  Een vetgedrukt getal geeft de hoogste notering aan.

Suggs · Mike Barson · Lee Thompson · Chris Foreman · Mark Bedford · Daniel Woodgate · Chas Smash